# بهنسدورف
بهنسدورف (به آلمانی: Behnsdorf) یک منطقهٔ مسکونی در آلمان است که در Flechtingen واقع شده‌است. بهنسدورف ۶۵۷ نفر جمعیت دارد.